# 특수공작대원

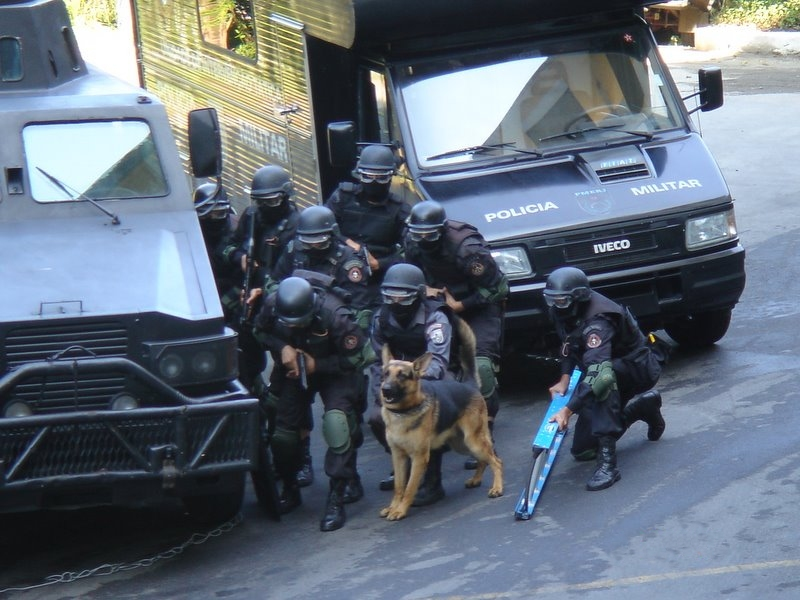
특수공작대원의 훈련모습

특수공작대원(Batalhão de Operações Policiais Especiais, BOPE, 포르투갈어: [bataˈʎɐ̃w dʒi opeɾaˈsõjs poliˈsjajs ispeˈsjajs])은 말 그대로 브라질의 리우데자네이루 주 소속의 군경찰의 특수 정찰대원이다. 파벨라에서 범죄의 성격상 제한된 지역에서 뿐만 아니라 시가전에서 폭넓은 경험들을 가지고 있다. 전통적인 법집행 이상의 강력한 장비들을 사용하고 있다. 브라질 군경 가운데 가장 잘 알려진 특공대이다.

## 특수공작대원의 역할
- 특별상황에서 추가적 보완 제공
- 마약 딜러들이 세운 바리케이트를 파괴

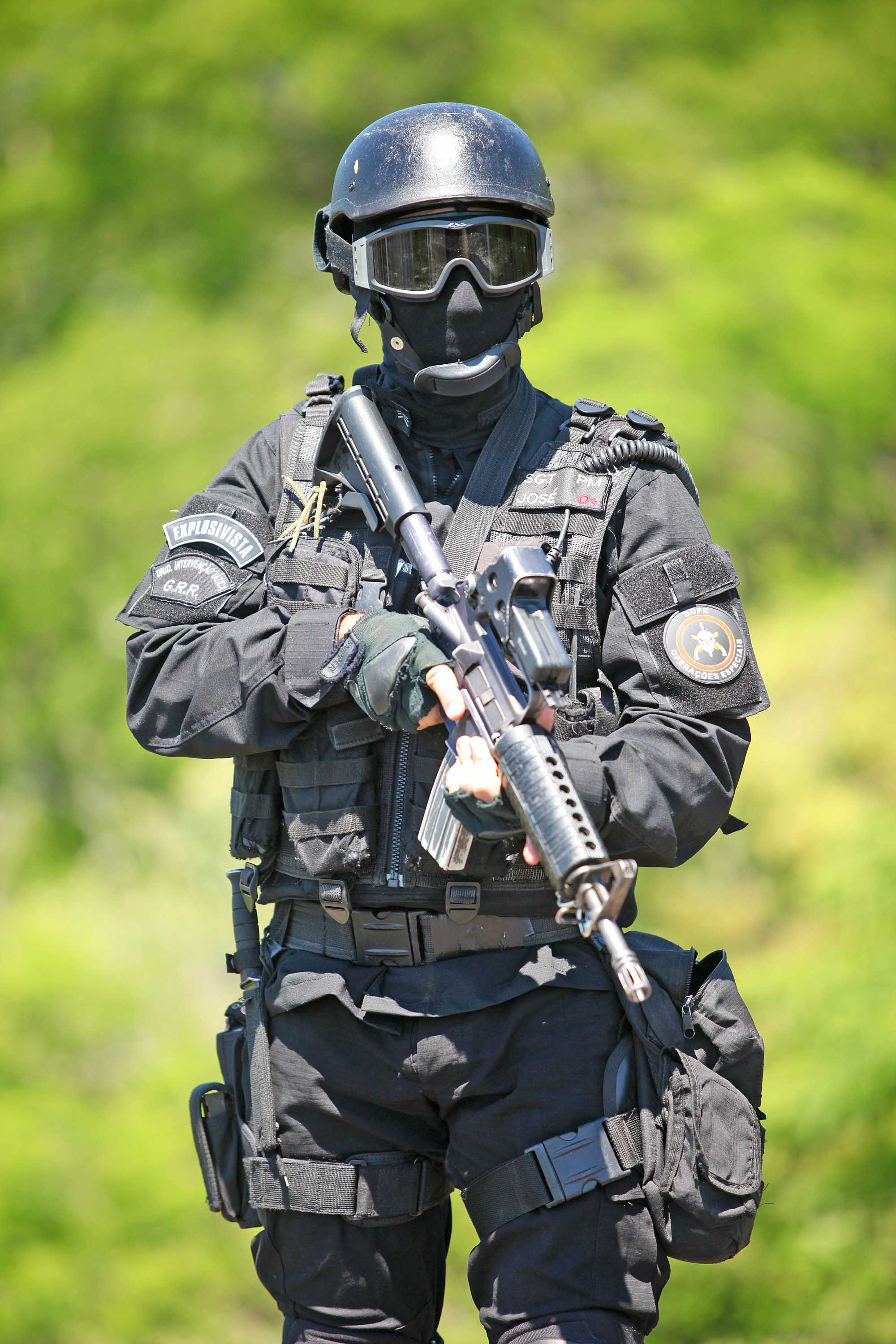
2016년 하계 올림픽 기간의 모습

- 시민들의 생명을 보화하기 위한 살상 허용
- 마약 범죄 근절
- 부상당한 경찰과 시민 구출 작전
- 체포영장
- 볼모 구출
- 감옥 폭동 진압

## 같이 보기
- 경찰 특공대 목록